# Askold Iwanowitsch Winogradow
Askold Iwanowitsch Winogradow (russisch Аскольд Иванович Виноградов; englische Transkription Askol'd Ivanovich Vinogradov; * 1. Oktober 1929; † 1. Januar 2006) war ein russischer Mathematiker, der sich mit analytischer Zahlentheorie beschäftigte.
Winogradow war rund 50 Jahre am Steklow-Institut in Sankt Petersburg beschäftigt und war Professor. Er ist einer der Namensgeber mit Enrico Bombieri des Bombieri-Vinogradov-Theorems, einem wichtigen Satz der analytischen Zahlentheorie. Er gibt einen (gemittelten) Fehlerterm für den Primzahlsatz in arithmetischen Folgen und wurde mit Methoden des Großen Siebes von Juri Linnik bewiesen.